# Xylinissa pulverea
Xylinissa pulverea là một loài bướm đêm trong họ Noctuidae.